# Sandstrasse (Moosseedorf)
Die Sandstrasse ist eine in der Einwohnergemeinde Moosseedorf (Schweiz) gelegene Strasse, benannt nach dem Ortsteil Sand. Sie führt vom Gemeindezentrum über den Max-Bill-Platz (Ort Uf der Linde), unter der Bahnstrecke Olten–Bern, dann durch den Gemeindeteil Oberweg, neben dem Ort Zil und unter der A1 (E25). Die Länge der Strasse beträgt 2,18 km. Die Sandstrasse endet südlich beim Waffenplatz Bern (Sand).
Die Strasse, die auch zum Grauholzdenkmal führt, liegt überwiegend in der Tempo-30-Zone. Der Bahnhof Moosseedorf befindet sich an der Sandstrasse 9.
Am Donnerstag, 24. August 2023, wurde die 35. Szene "Einparkhilfe" des Spielfilms Bagger Drama von Regisseur Piet Baumgartner auf den Parkplätzen der Häuser Nr. 47 bis 31 gedreht.

## Bilder

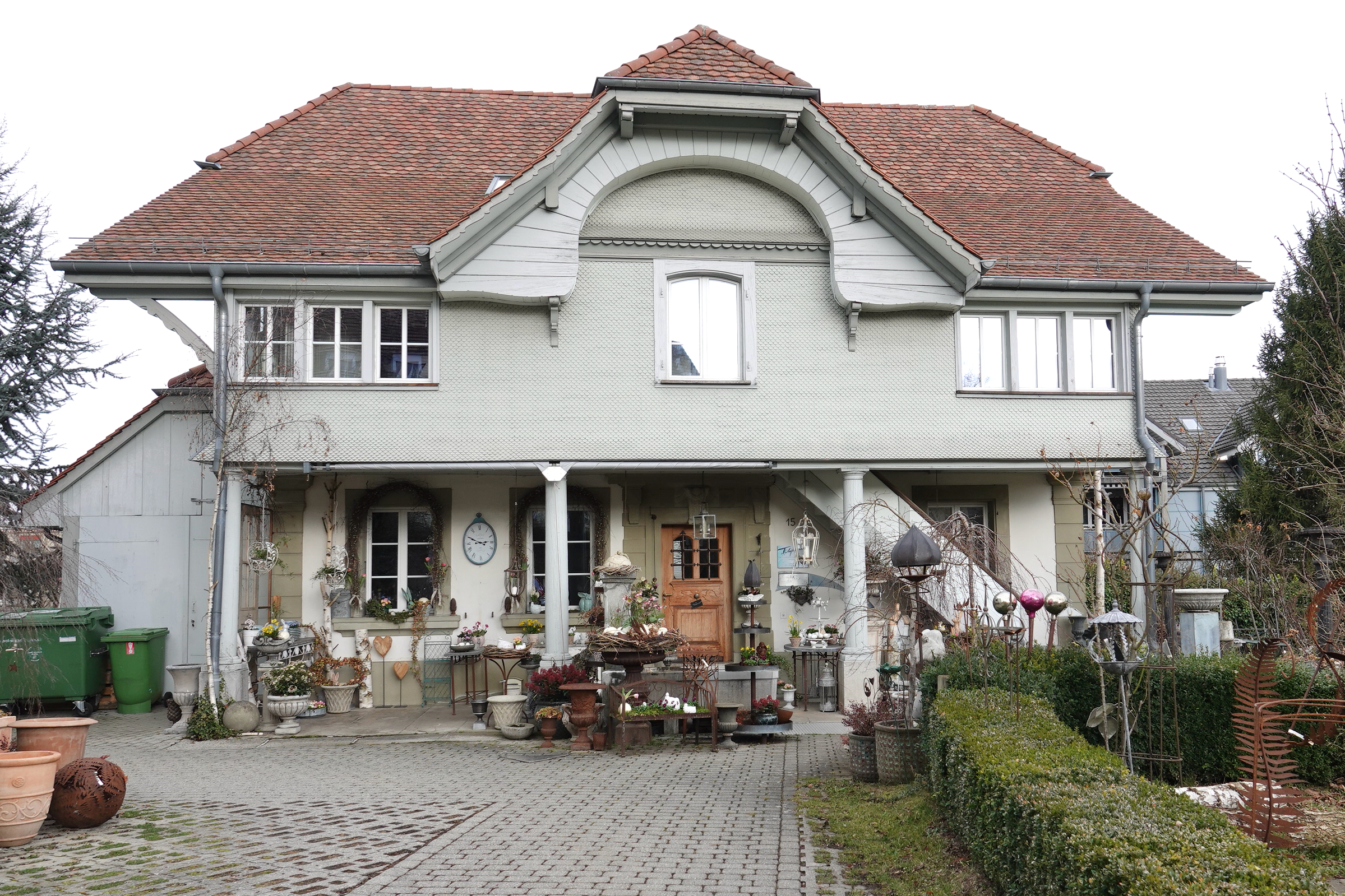
Stöckli an der Sandstrasse 15, erbaut 1845
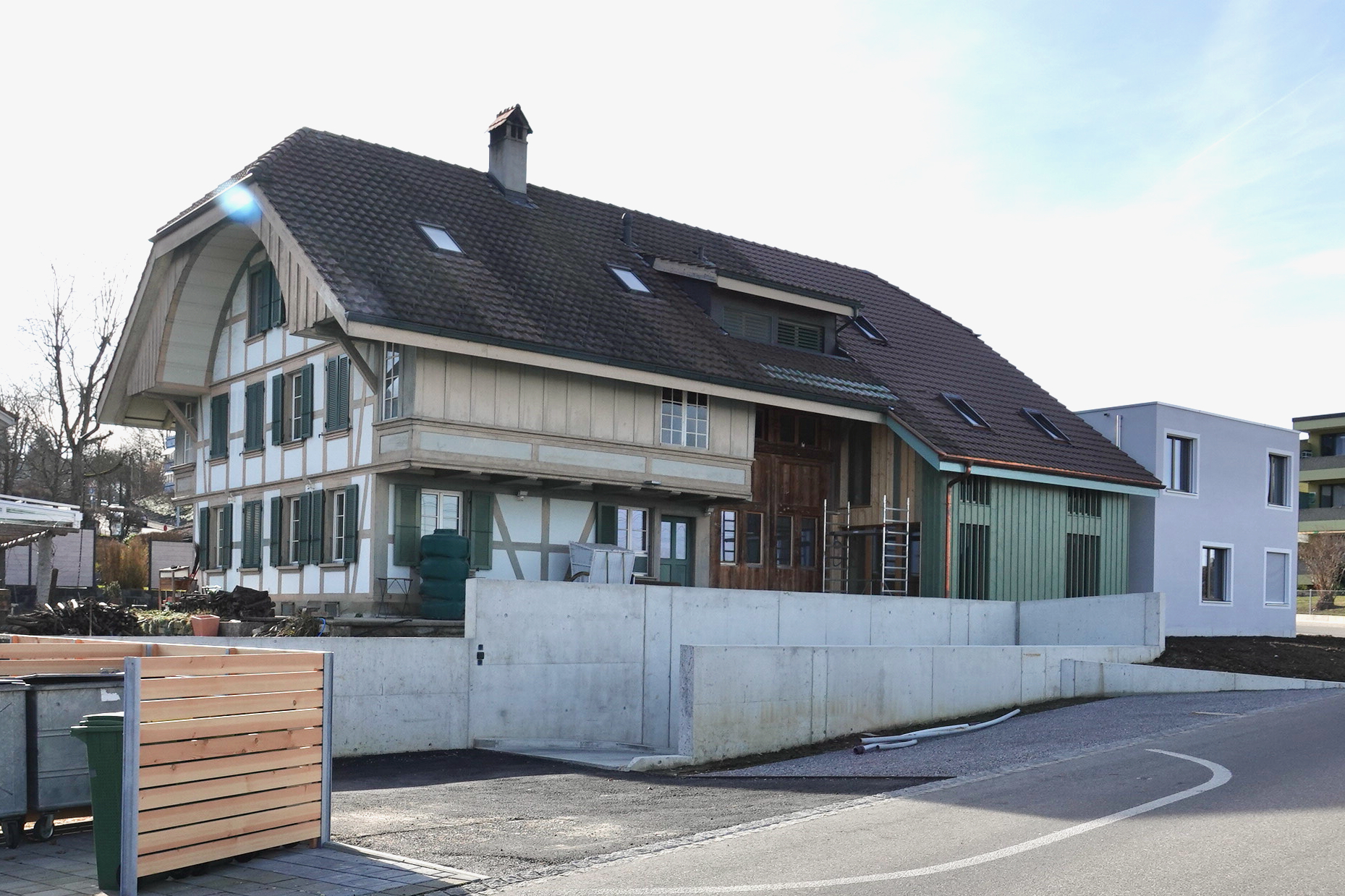
Altes Bauernhaus mit Scheune an der Sandstrasse 60, erbaut 1855, das zu «Sandstrasse Teil A» gehört
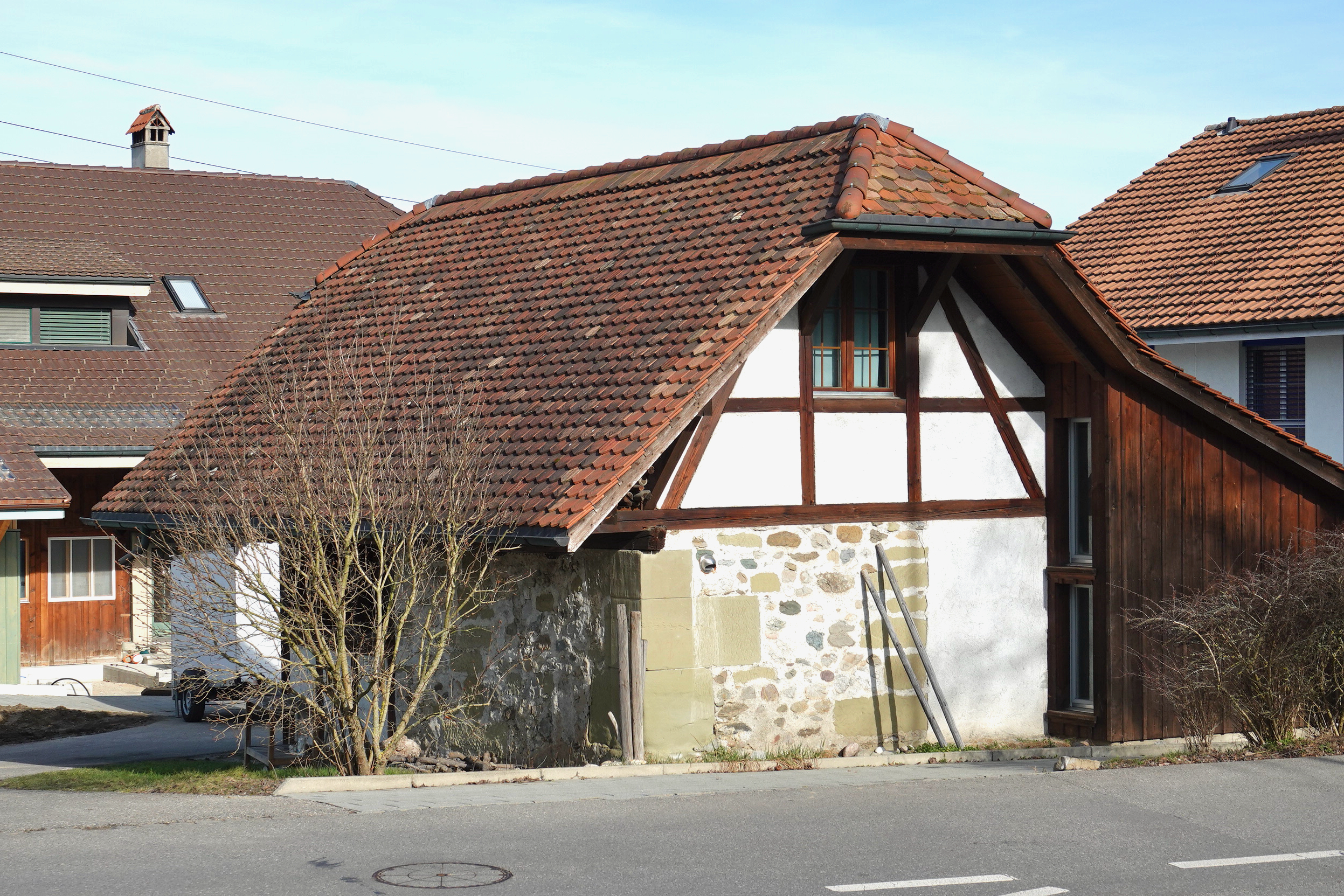
Altes Ofenhaus an der Sandstrasse 60a, erbaut 1855, das zu "Sandstrasse Teil A" gehört
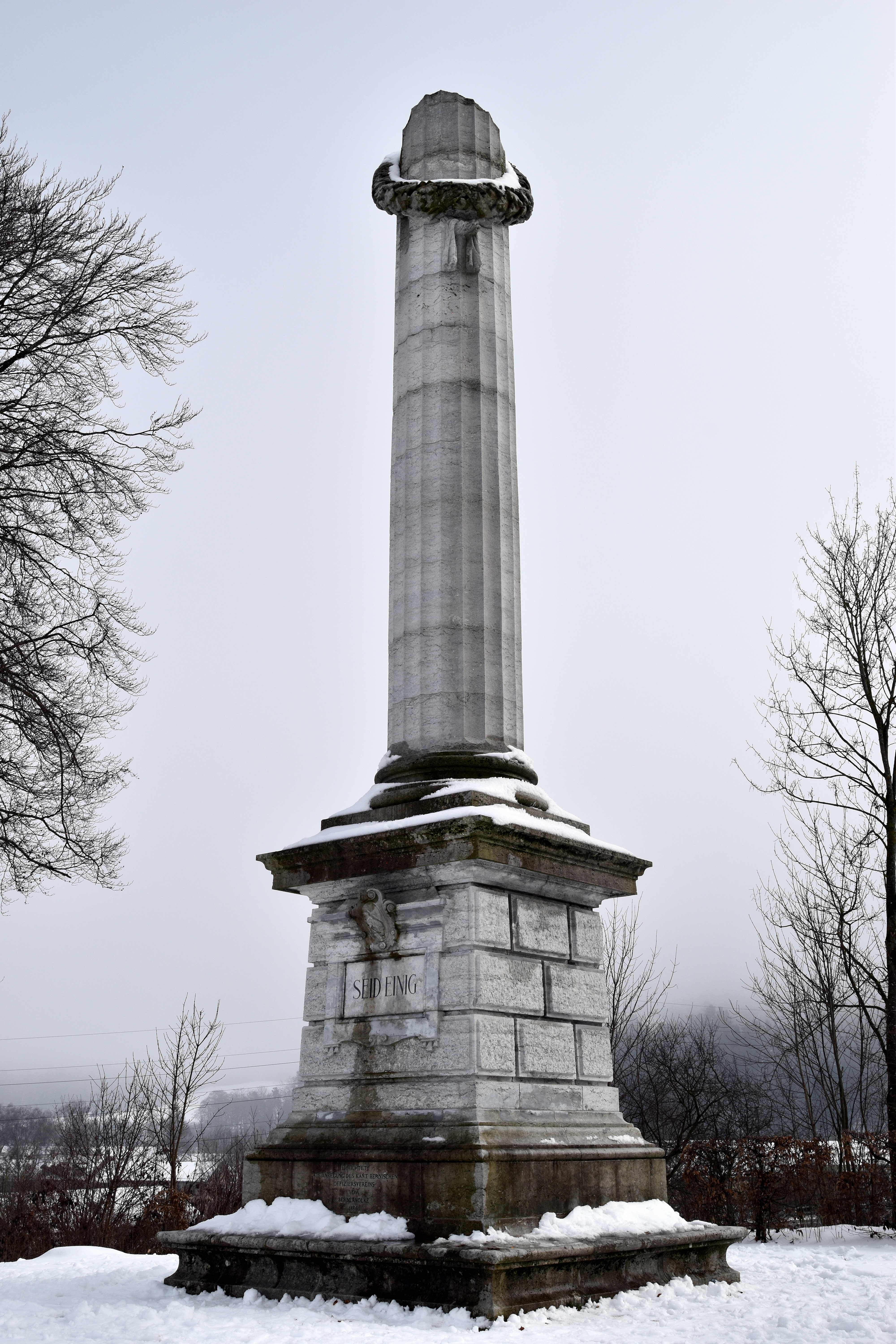
Grauholzdenkmal, erbaut 1886
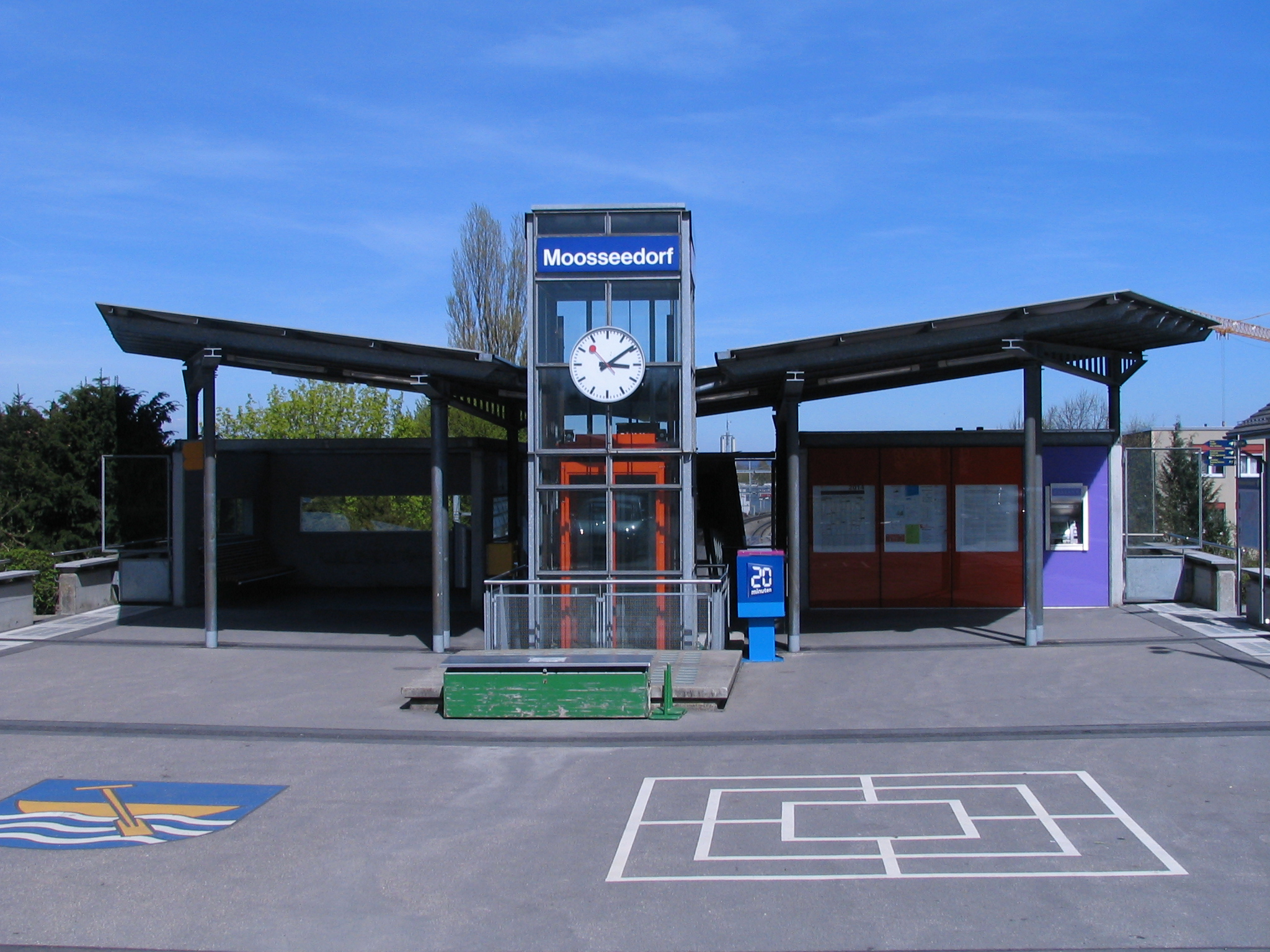
Bahnhof Moosseedorf an der Sandstrasse 9 (Max Bill-Platz)